# Dư Hàng, Hàng Châu
Dư Hàng (chữ Hán phồn thể: 餘杭區, chữ Hán giản thể: 余杭区, âm Hán Việt: Dư Hàng khu) là một quận thuộc địa cấp thị Hàng Châu, tỉnh Chiết Giang, Cộng hòa Nhân dân Trung Hoa. Quận Dư Hàng có diện tích 1222 kilômét vuông, dân số 800.000 người. Chính quyền nhân dân quận đóng tại số 33, đại lộ Tây, nhai đạo Lâm Bình. Mã số bưu chính của quận này là 311000. Về mặt hành chính, quận Dư Hàng được chia thành 4 nhai đạo, 14 trấn, 1 hương.
- Nhai đạo biện sự xứ: Lâm Bình, Đông Hồ, Nam Uyển, Tinh Kiều.
- Trấn: Kiều Ty, Bình Diêu, Dư Hàng, Đường Thê, Bách Trượng, Hoàng Hồ, Lô Ô, Khinh Sơn, Gian Lâm, Thương Tiền, Lương Hử, Nhân Hòa, Sùng Hiền, Vận Hà.
- Hương Trung Thái.